# 理夏德·舒尔科夫斯基
理夏德·舒尔科夫斯基（波蘭語：Ryszard Szurkowski，1946年1月12日—2021年2月1日），波兰男子自行车运动员。他曾代表波兰参加1972年和1976年夏季奥林匹克运动会自行车比赛，获得二枚银牌。